# Westerkwartier (waterschap)
Westerkwartier is een voormalige waterschap in de provincie Groningen, dat grotendeels overeenkomt met de streek Westerkwartier. Het waterschapshuis stond aan de Hoofdstraat te Zuidhorn.
Het waterschap ontstond in 1864 door de samenvoeging van het Aduarderzijlvest, Bomsterzijlvest, Homsterzijlvest, Dijkrecht van Humsterland, Kommerzijlvest, Nijsloterzijlvest en het Saaksumerzijlvest. Het ging in 1995 op in het waterschap Noorderzijlvest. In 2000 is bijna de gehele zg. 2e afdeling overgegaan naar het Wetterskip Fryslân.
Het waterschap was oorspronkelijk onderverdeeld in 8 (na 1971: 10 en na 1982: 6) onderdelen, die elk een eigen bestuur hadden. De voorzitters van ieder onderdeel vormden het hoofdbestuur onder leiding van een door de Kroon benoemde voorzitter. Het dagelijks bestuur, gekozen uit de leden van het hoofdbestuur, vormden het college van gecommitteerden. De oorspronkelijke onderdelen, genoemd naar de plaats waar het bestuur vergaderde, waren:
- Eerste onderdeel, Hoogkerk
- Tweede onderdeel, Aduard
- Derde onderdeel, Ezinge
- Vierde onderdeel, Oldehove
- Vijfde onderdeel Zuidhorn
- Zesde onderdeel, Niekerk
- Zevende onderdeel, Leek
- Achtste onderdeel, Marum

De belangrijkste taak van het onderdeelsbestuur was de toezicht op de wateren (de schouw).
In 1971 werd het Groningse gedeelte dat deel uitmaakt van de Friese boezem, ook wel aangeduid met het Munnikezijlvest, aan het waterschap toegevoegd. Dit gedeelte, dat wel de 2e afdeling werd genoemd, werd opgedeeld in 2 onderdelen, zodat er vanaf dan 10 zijn. In 1982 werd het waterschap opnieuw opgedeeld, nu in 6 naamloze onderdelen.
Het waterschap was gevestigd in Zuidhorn en verhuisde halverwege de jaren 80 naar Briltil.
De belangrijkste wateren van het waterschap waren: het Aduarderdiep, het Dwarsdiep, het Hoerediep, het Kommerzijlsterdiep, het Langs- of Wolddiep, het Lettelberterdiep, de Matsloot, de Munnikesloot en de Gave, het Niehoofsterdiep, het Niezijlsterdiep en de Zuidwending. Via de Aduarderzijl en het Kommerzijlsterdiep loosde het schap het water op het Reitdiep.
Het waterschap was een van de drie ingelanden van het waterschap Electra.